# کینگمن (آریزونا)
کینگمن (به انگلیسی: Kingman) شهری در شهرستان موهاوی ایالت آریزونا است که در سرشماری سال ۲۰۱۰ میلادی، ۲۸٬۰۶۸ نفر جمعیت داشته است. کینگمن، به‌طور رسمی در تاریخ ۱۹۵۲ میلادی به‌عنوان یک شهر شناخته شد.